# Johann Rodde
Johann Rodde (* 31. Dezember 1692 in Lübeck; † 25. April 1720 ebenda) war ein deutscher Jurist und Ratssekretär der Hansestadt 
Lübeck.

## Leben
Johann Rodde war Sohn des Lübecker Kaufmanns Franz Bernhard Rodde. Er studierte Rechtswissenschaften an den Universitäten Helmstedt und Jena. In Jena, wo er auch als Respondent nachgewiesen ist, wurde er 1714 zum Lizentiaten beider Rechte promoviert. Im Januar 1717 wurde er in Lübeck zunächst Reisesekretär des Rates und im Februar dritter Ratssekretär. Seine Vereidigung fand allerdings erst nach seiner Rückkehr von einer Gesandtschaft nach Wien im Juni statt. Er war Schwiegersohn des Lübecker Ratsherrn Johann Wolter. Bei seinem frühen Tod hielt ihm der Rektor des Katharineums zu Lübeck Johann Henrich von Seelen die Leichenrede.
Seine Mutter Anna Magdalena Rodde geb. Siricius stiftete 1723 den Barockaltar der St.-Lorenz-Kirche in Travemünde zur Erinnerung an ihn.